# Eino Kuusi
Eino Akseli Kuusi (till 1905 Granfelt), född 19 februari 1880 i Helsingfors, död där 26 maj 1936, var en finländsk socialpolitiker. Han var  son till Axel August Granfelt och bror till Sakari Kuusi.
Kuusi blev filosofie doktor 1915, verkade vid Socialstyrelsen och socialministeriet 1918–1928, socialminister 1922, var professor i praktisk nationalekonomi vid Tartu universitet 1928–1931 och rektor för Samhälleliga högskolan 1932–1935. Han medverkade till att införa socialpolitiken som vetenskap i Finland, men hans syn på denna var föråldrad redan under hans egen tid. Han skrev bland annat Sosiaalipolitiikka (två band, 1931). Han var även verksam inom nykterhetsrörelsen och det kommunala livet.